# Hiroyuki Itō
Hiroyuki Itō (伊藤 裕之, Itō Hiroyuki) est un responsable de projet, producteur, scénariste, game designer et ingénieur sonore japonais, connu notamment pour son travail réalisé avec la compagnie Square Enix, qu'il intègre en 1987.

## Ludographie
- Final Fantasy (Square, 1987) : debugger
- Final Fantasy II (Square, 1988) : debugger
- Final Fantasy Legend (Square, 1989) : scénariste[1]
- Square's Tom Sawyer (Square, 1989) : planning[2]
- Final Fantasy III (Square, 1990) : effets sonores[3]
- Rad Racer II (Square, 1990) : game designer[4]
- Final Fantasy IV (Square, 1991) : battle designer[5]
- Final Fantasy V (Square, 1992) : battle plan[6]
- Final Fantasy VI (Square, 1994) : coréalisateur[7]
- Chrono Trigger (Square, 1995) : planificateur des événements[8]
- Final Fantasy Tactics (Square, 1997) : game designer principal[9]
- Final Fantasy VIII (Square, 1999) : créateur du système de combat[10]
- Final Fantasy IX (Square, 2000) : réalisateur[11]
- Hataraku Chocobo (Square, 2000) : game designer
- Final Fantasy XII (Square Enix, 2006) : coréalisateur, game designer principal[12]
- Final Fantasy XII International Zodiac Job System (Square Enix, 2007) : producteur, réalisateur
- Final Fantasy IV (DS) (Square Enix, 2007) : superviseur des combats[13]

## Homonymie
Il semble qu'un autre développeur japonais de jeu vidéo porte le nom de Hiroyuki Itō. La confusion entre les deux développeurs est accentuée par le fait que celui-ci travaille pour la société Jupiter qui a déjà développé plusieurs jeux pour Square Enix. Ce développeur a notamment travaillé sur Disney's Party, Kingdom Hearts: Chain of Memories ou The World Ends with You.